# Elli Medeiros
 (mai 2010).
Si vous disposez d'ouvrages ou d'articles de référence ou si vous connaissez des sites web de qualité traitant du thème abordé ici, merci de compléter l'article en donnant les références utiles à sa vérifiabilité et en les liant à la section « Notes et références ».
Elli Medeiros est une chanteuse et actrice uruguayenne née le 18 janvier 1956 à Montevideo (Uruguay).

## Biographie
Sa mère, Mirtha Medeiros, actrice, l'emmène, dès son plus jeune âge, assister à ses cours de théâtre à l'école nationale d'Uruguay. Mirtha diplômée, sa carrière devient vite  active et Elli est elle-même régulièrement embauchée pour les rôles d'enfant dans des pièces de théâtre et des téléfilms. Elle obtient ainsi son premier rôle, à quatre ans, en jouant le fils de Madame Butterfly à l'Opéra de Montevideo.
Alors qu'elle a cinq ans et que ses parents sont séparés depuis deux ans, le père d'Elli quitte l'Uruguay.
Elli Medeiros et sa mère quittent à leur tour l'Uruguay pour l'Argentine lorsqu'Elli a neuf ans, puis l'Argentine pour la France lorsqu'elle en a quatorze.
À Paris, Elli s'inscrit à l'École des arts appliqués, qu'elle abandonne au bout d'un trimestre : elle vient de former les Stinky Toys au printemps 1976, avec son compagnon Jacno et ses meilleurs amis du lycée Victor-Hugo et du lycée Charlemagne.

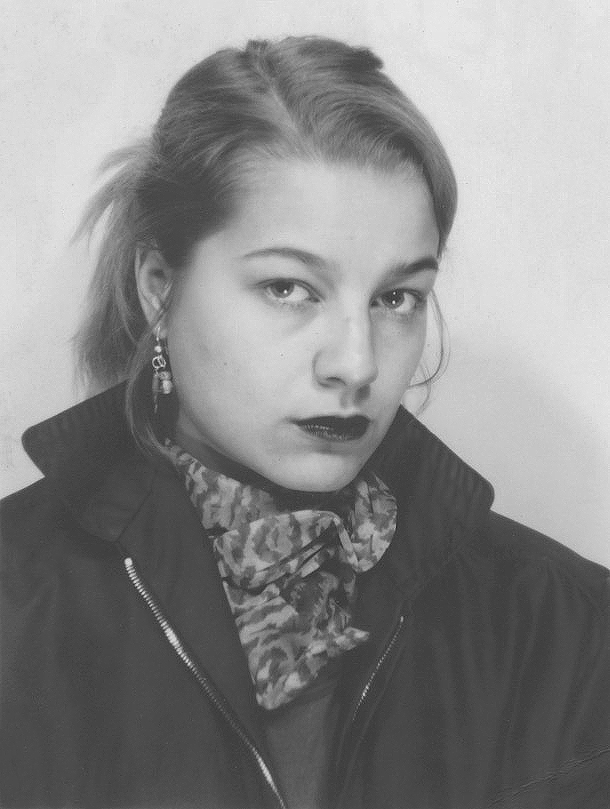
Elli Medeiros en 1977. Photo d'identité (Sacem).

Ils sont invités dans des festivals londoniens avec The Clash ou The Sex Pistols et font la couverture du Melody Maker à l'automne 1976. Le groupe, qui vante l'anarchie, la fête et les excès, suscite une véritable fascination auprès d'Alain Pacadis, le célèbre chroniqueur de l'underground du quotidien Libération.
Après deux albums, le groupe des Stinky se sépare mais Elli continue à chanter avec Jacno. Tous deux forment le duo techno-pop Elli et Jacno. À la suite du succès de Rectangle, Jacno, devient producteur de Lio. Sa reprise des Stinky Toys, Lonely Lovers (Amoureux solitaires), se vend à un million d'exemplaires. Il produit aussi notamment Étienne Daho, Daniel Darc, Mathématiques Modernes, Jacques Higelin. Après les albums Rectangle, Tout va sauter, Boomerang et Les Nuits de la pleine lune, bande-son du film d’Éric Rohmer, le duo se sépare et Elli Medeiros entame une carrière solo, à partir de l'année 1985.

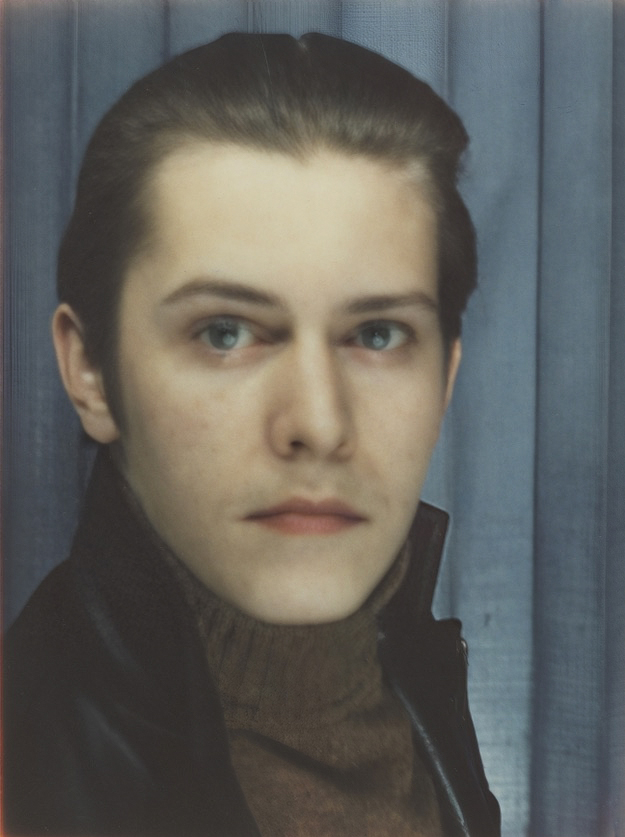
Elle forme le duo Elli et Jacno avec le musicien et compositeur Jacno.

Extraits de l'album Bom Bom qu'elle réalise avec son nouveau compagnon Ramuntcho Matta, les singles Toi mon toit et A bailar Calypso représentent deux grands hits français de 1986 et 1987.
Durant cette période, elle publie également des bandes dessinées dans la presse (Annie aime les sucettes, Façade...), où elle affirme sa conviction pour le végétarisme.
Elli conçoit et crée graphiquement elle-même ses pochettes ainsi qu'une ligne de vêtements et accessoires de mode avec notamment la complicité de son ami styliste Jean-Charles de Castelbajac. Ses bandes dessinées, dessins et articles sont publiés dans l'ouvrage Images et paroles édité par Futuropolis. Parallèlement à la musique, Elli Medeiros suit des cours de théâtre et tourne dans plusieurs films de Philippe Garrel, Tonie Marshall, Olivier Assayas, Marion Laine, Brigitte Coscas, Stéphane Giusti ou encore Christophe Rodriguez.
Dans les années 1990, elle consacre son temps à ses quatre enfants, tout en faisant quelques incursions dans la musique à travers des participations comme Jazz à Saint-Germain ou la chanson Tout baigne ! (dans notre amour) en duo avec Grégori Czerkinsky et des apparitions au cinéma dans Jet Set ou Pourquoi pas moi ? aux côtés de Johnny Hallyday.
Au début des années 2000, Elli Medeiros partage pendant quatre ans la vie du réalisateur Brian De Palma qu'elle a rencontré au Festival du film policier de Cognac en avril 2000. Elle dessine le bijou qu'on voit dans le film de son compagnon, Femme fatale. Ce bijou est volé durant le tournage d'une scène du film, ce dont le réalisateur a l'idée en allant présenter avec Elli Medeiros, son film Mission to Mars au Festival de Cannes 2000, alors qu'elle porte des bijoux de grande valeur et est protégée par des gardes du corps.[pas clair]

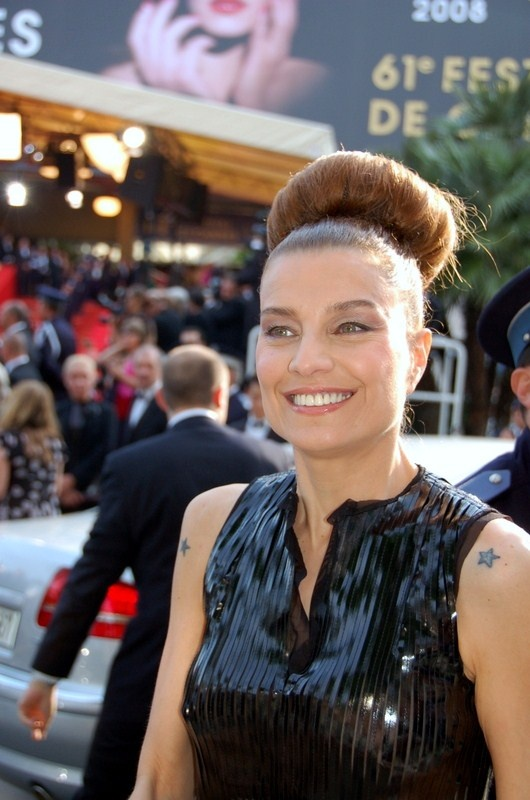
Elli Medeiros au Festival de Cannes 2008.

Elle publie en 2006 l'album EM, qu'elle réalise avec Étienne Daho, et revient au cinéma aux côtés de Catherine Deneuve dans le film de Gaël Morel Après lui.
En 2007, l'album EM sort en Argentine et en Uruguay, où elle se rend pour une série de concerts, les premiers « chez elle ». À la fin de cette même année, elle retourne à Buenos Aires pendant plusieurs mois pour le tournage de Leonera de Pablo Trapero, en sélection officielle au Festival de Cannes de 2008. Pour son rôle dans ce film, elle obtient plusieurs prix d'interprétation en Argentine.
Sur France Inter en 2012, dans l'émission Pop, etc., Lio révèle que les paroles de la chanson Amoureux solitaires n'ont pas été écrites par Elli Medeiros mais par Jacques Duvall, lequel n'a reçu aucun droit d'auteur : « Le disque s'est vendu à douze millions d'exemplaires dans le monde et Duvall n'a pas touché un centime. » Toutefois, cette allégation ne serait pas fondée, puisque Amoureux solitaires est une adaptation en français de la chanson Lonely Lovers créée par les Stinky Toys, une chanson bien écrite par Elli Medeiros.
En 2014, Elli Medeiros tourne avec Eva Ionesco dans Rosa Mystica et en Argentine, à Rosario, avec Gustavo Postiglione dans Brisas Heladas.

### Vie privée
Elli Medeiros a quatre enfants : Calypso Medeiros (dite Calypso Valois, fille de Jacno, comédienne et chanteuse), Cesar Medeiros Matta, Pumita Paz Matta, Riley Medeiros aka Riley « Kitty » Frost . Le père de l’un de ses fils est Kên Higelin.

### Prises de position
En septembre 2018, elle cosigne une tribune dans The Guardian appelant au boycott du Concours Eurovision de la chanson 2019 qui doit se tenir en Israël. En 2019, elle cosigne dans Mediapart un appel au boycott de l'Eurovision à Tel Aviv.
Elle signe en mai 2019, parmi 1 400 personnalités du monde de la culture, la tribune « Nous ne sommes pas dupes ! », publiée dans le journal Libération, pour soutenir le mouvement des Gilets jaunes et affirmant que « les Gilets jaunes, c'est nous ».

## Discographie

### Singles
- 1977 Boozy creed (Polydor) avec Stinky Toys
- 1978 Plastic faces (promo) (Polydor) avec Stinky Toys
- 1980 Birthday party (promo) (Vogue) avec Stinky Toys
- 1980 Main dans la main (Vogue) avec Elli & Jacno
- 1981 Oh la la (Celluloid/ EJC/ Vogue) avec Elli & Jacno
- 1983 Le téléphone  (EJC/CBS) avec Elli & Jacno
- 1983 Je t'aime tant  (EJC/CBS) avec Elli & Jacno
- 1984 Les Nuits de la pleine lune (promo) (EJC/CBS) avec Elli & Jacno
- 1984 Chica chica bongo (EJC/CBS) avec Elli & Jacno
- 1986 Toi mon toit (Barclay)
- 1987 A bailar Calypso  (Barclay)
- 1987 La Chanson du poisson  (Barclay Canada)
- 1987 Bom Bom (Barclay)
- 1989 Vanille (promo) (Barclay)
- 1989 The wheel of time (Barclay)
- 2006 Soulève-moi (V2)

### Participations
- 1978 : Plastic Faces Live dans Le Rock d'ici à l'Olympia avec Stinky Toys (EMI)
- 1979 : Anne cherchait l'amour dans Rectangle de Jacno (Dorian/Celluloid)
- 1985 : I Walk dans Home Boy de Don Cherry (Barclay)
- 1986 : Pop égérie O. dans Pop Satori d'Étienne Daho (Virgin)
- 1986 : Paroles de la chanson Oh La La interprétée par Pauline Lafont[11] (LJ Records)
- 1996 : Me manquer dans Éden d'Étienne Daho (Virgin)
- 1997 : Sophisticated Lady dans Jazz à Saint Germain (avec Deborah Harry, Brigitte Fontaine, Catherine Ringer, etc.) (Virgin)
- 1998 : Beauty and pride dans Dans la peau de Daho de Étienne Daho (Virgin)
- 1999 : Holidays sur l'album Hommage à / to Polnareff (XIII Bis Records)
- 1999: Tout baigne! (Dans notre amour) single en duo avec Czerzinsky (Small)
- 2002 : J'ai fantaisie de Boby Lapointe sur l'album Boby Tutti-Frutti - L'hommage délicieux à Boby Lapointe de Lilicub (Mercury)
- 2008 : Comme d'habitude sur l'album Claude François, Autrement dit (Mercury / Universal)
- 2008 : Jungle Pulse (texte de Brigitte Fontaine) et Les Bords de Seine (avec Benjamin Biolay), dans Tombés pour Daho, album hommage à Étienne Daho (Discograph)
- 2023 : Cherchez le garçon en duo avec Benjamin Biolay dans l'album hommage de Frédéric Lo à Daniel Darc, Cœur Sacré (Universal / Virgin)

## Filmographie
- 1977 : Accélération Punk  de Robert Glassmann avec Stinky Toys, The Sex Pistols, The Police, The Damned etc. (Videostone)
- 1979 : Copyright (court métrage) d'Olivier Assayas : Anne
- 1979 : Simone Barbès ou la vertu de Marie-Claude Treilhou
- 1980 : Rectangle - Deux chansons de Jacno (court métrage) d'Olivier Assayas : Elli
- 1982 : Tokyo no yami (Laissé inachevé à Tokyo) (court métrage) d'Olivier Assayas
- 1982 : L'Enfant secret de Philippe Garrel : La pute
- 1984 : Les Nuits de la pleine lune de Éric Rohmer : une danseuse
- 1986 : Désordre d'Olivier Assayas
- 1991 : Petits travaux tranquilles, de Stéphanie de Mareuil : Paule
- 1991 : Paris s'éveille d'Olivier Assayas
- 1997 : Tempête dans un verre d'eau
- 1998 : Il suffirait d'un pont (court métrage) de Solveig Dommartin
- 1998 : Fin août, début septembre d'Olivier Assayas : elle-même chantant Altar
- 1999 : Derrière la porte de Marion Laine - court métrage
- 1999 : Pourquoi pas moi ? de Stéphane Giusti : Malou
- 1999 : Vénus beauté (institut) de Tonie Marshall : Mlle Evelyne
- 2000 : Mamirolle de Brigitte Coscas : Irène
- 2000 : Paris, mon petit corps est bien las de ce grand monde de Franssou Prenant : La femme
- 2000 : Jet Set de Fabien Onteniente : Danièle Joubert
- 2002 : Lulu de Jean-Henri Roger : Lulu
- 2002 : House Hunting (court métrage) de Christophe Rodriguez : La femme
- 2003 : Rosa la nuit (court métrage) de Rosa Cornut
- 2005 : Panorama de Marinca Villanova : La mère - court métrage
- 2007 : Après lui de Gaël Morel : Pauline
- 2008 : Leonera de Pablo Trapero : Sofia, la mère
- 2008 : Made in Italy de Stéphane Giusti : Bijou
- 2009 : Moloch Tropical (téléfilm) de Raoul Peck : la chanteuse
- 2009 : First Impressions de Nigel Bennett : Marisa
- 2011 : The Island de Kamen Kalev : Jeanette
- 2011 : Rêve bébé rêve de Christophe Nanga-Oly : la mère de Yan
- 2011 : Hard (série télévisée) de Cathy Verney : Eve
- 2014 : La Vie pure de Jeremy Banster
- 2014 : Rosa mystica d'Eva Ionesco
- 2014 : Brisas Heladas de Gustavo Postiglione
- 2018 : Amanda de Michaël Hers : Eve
- 2019 : Le Choc du futur de Marc Collin : Tatiana
- 2020 : Azor d'Andreas Fontana : Magdalena Padel Camon
- 2024 : Vivre, mourir, renaître de Gaël Morel : Albane

## Publication
- Images et Paroles, éditions Futuropolis, 1980  (ISBN 2-7376-5320-7)